# Bronia Dluska
Bronia Dłuska, née Bronisława Marie Skłodowska le 28 mars 1865 à Varsovie et morte le 15 avril 1939 dans la même ville, est une médecin polonaise, sœur de Marie Curie.

## Biographie
Fille de Władysław et Bronisława Skłodowski, elle est instruite comme Marie, par son père. Sa mère, directrice d'une école de jeunes filles, tombe grièvement malade en 1871 et est obligée d’arrêter de travailler. Il faut alors quitter le logement de fonction au-dessus de l'école. La famille va désormais déménager au gré des mutations du père.
Bronisława part en cure avec une de ses filles, Zofia (1872), et il incombe à Bronia la responsabilité des petites Hela et Marie. Władysław, professeur de sciences, perd son emploi en 1873 et la famille se voit contrainte de louer des chambres à des étudiants. Bronia, ainsi que Zosia qui est revenue, attrapent le typhus. Zosia en meurt le 31 janvier 1876. Ni Bronia, ni sa mère, trop faibles, ne peuvent assister aux funérailles.
Bronisława s'éteint le 8 mai 1878 de la tuberculose. La vocation de Bronia naît sans doute ce jour-là. Marie et Bronia sont les premières de leur classe au lycée. Toutes les deux parlent alors le polonais, le français, l'allemand, le russe et l'anglais. Bronia reçoit en 1882 son certificat de fin d'études et Marie le reçoit l'année suivante. Toutes les deux sont récompensées d'une médaille d'or.
Bronia gère la pension de son père, s'occupe des comptes et a la responsabilité de toute la maison. Elle donne en parallèle des cours particuliers d'arithmétique, de géométrie et de français pour un demi-rouble l'heure. En 1884, elle s'inscrit avec Marie à l'Université volante de Varsovie, un réseau clandestin d'instruction supérieure pour l'égalité des femmes.
En 1885, sur les conseils de Marie, Bronia part pour Paris où elle s'inscrit en faculté de médecine. Marie trouve en parallèle un emploi de gouvernante pour pourvoir aux besoins financiers de sa sœur. Bronia vit alors au 3 rue Flatters, puis au 85 boulevard de Port-Royal, rue Lourcine et enfin 6 rue Scipion, parmi les communautés russes et polonaises installées dans la capitale.
À la Sorbonne, elle est soutenue par le docteur Paul Landowski. Elle suit les cours d'Adolphe Pinard.

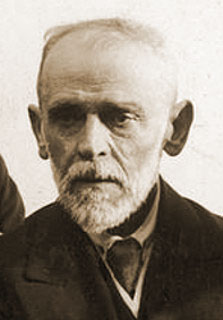
Kazimierz Dłuski en 1926

En 1890, son père trouve un emploi de directeur dans une maison de correction et prend le relais financier de Marie. Il envoie ainsi 40 roubles par mois à Bronia qui n'en accepte que 32, les 8 autres devant servir à rembourser sa sœur. Bronia rencontre cette année-là Kazimierz Dłuski dont elle tombe amoureuse. Ils se marient le 4 septembre 1891 à la mairie du 5e arrondissement à Paris. Marie fait à cette occasion son premier voyage en France.
Kazimierz et Bronia s'installent au 92 rue d'Allemagne dans le 19e arrondissement. Bronia accepte alors d'héberger sa sœur chez eux pour qu'elle puisse entreprendre des études. Marie devient ainsi étudiante en sciences physiques à la Faculté des sciences. Le couple devient ami d'Ignacy Paderewski.
Le 13 avril 1892 à 19 heures, Bronia donne naissance à une petite fille, Helena. Elle obtient son doctorat de médecine en 1894. Sa thèse, dirigée par Adolphe Pinard, porte sur l'allaitement maternel. Pour cela, elle mène des recherches dans le service de Pinard à la clinique Baudelocque et la soutient le 4 juillet 1894.
Elle ouvre son cabinet de gynécologie au 39 bis, rue de Châteaudun et y loge alors sa sœur. Pierre Curie faisant la cour à celle-ci, mais Marie hésitant, elle rencontre la famille Curie à Sceaux et poussera par la suite sa sœur à accepter l'amour de Pierre. Elle officie à cette adresse de 1894 à 1898 et est alors répertoriée comme spécialiste des maladies des femmes et des accouchements.
Après le mariage de Marie avec Pierre et des vacances d'été dans les bois de Chantilly où les Dłuski ont loué une ferme (1895), Bronia donne naissance le 7 juin 1898 à son deuxième enfant, Georges Casimir. Le mois suivant, Casimir et Bronia décident de quitter Paris pour s'installer dans les monts Tatras, à Kościelisko, où ils vont fonder un immense sanatorium, le plus grand de Pologne. Parmi les investisseurs, on trouve Ignacy Paderewski ou Henryk Sienkiewicz qui a perdu sa femme à cause de la tuberculose en 1885 ainsi que Marie Curie et leur frère Josef Skłodowski.
Peu de temps après la mort de Władysław Skłodowski le 14 mai 1902, les Dłuski ouvrent officiellement le sanatorium le 1er novembre 1902. Casimir en devient directeur et Bronia, co-vice-directeur avec le docteur Zdzisław Czaplicki.
Le 1er novembre 1903, Jerzy, le second enfant du couple meurt d'une méningite tuberculeuse.
Après la mort accidentelle de Pierre Curie, Bronia s'occupe attentivement du réconfort de Marie. En 1907, les Dłuski font construire leur propre maison, la Dyrektorowka, dessinée par Stanisław Witkiewicz dans le style Zakopane.
En 1912, Bronia entre au conseil d'administration du Pomoc Bratnia (Aide fraternelle), une maison de santé pour étudiants, liée au Parti socialiste.
Elle cofonde avec son mari, en 1913, le musée ethnographique des Tatras auquel elle apportera 100 000 Marks en 1915 et qui sera officiellement inauguré en 1922. Bronisław Piłsudski en est nommé commissaire scientifique.
Lors de la Première Guerre mondiale, elle improvise un hôpital militaire et confie au personnel du sanatorium les blessés. Elle organise les convalescences. Membre de la Ligue des femmes de Zakopane, du Comité national pour l'indépendance et du Comité d'aide à l'armée polonaise, elle s'occupe activement de l'approvisionnement des troupes.
En 1918, Kazimierz Dłuski devient député de la République de Zakopane. Le couple s'installe à Anin où ils achètent une ferme de sept hectares et louent une villa qu'ils transforment en sanatorium et qu'ils occuperont jusqu'en 1922.
Le 16 octobre 1921, Helena, la fille unique de Kazimierz et de Bronia, qui, sportive de haut niveau, après un grave accident en montagne, était tombée dans une grande dépression et avait été internée en hôpital psychiatrique, se suicide à Chicago. Bronia et Kazimierz offrent alors leur domaine d'Anin au Parti socialiste pour qu'il devienne un foyer d'enfants. Celui-ci est baptisé du nom d'Helena Dłuska (Helenów) en son hommage. Il devient, le 12 octobre 1922, un centre pour enfants trouvés, solitaires ou miséreux et, en 1926, accueille 80 enfants. Les préceptes d'éducation suivis sont ceux de Maria Montessori.
Bronia fonde aussi un autre hospice à Otwock (1926). Il abrite alors deux cent cinquante filles et sept cent cinquante garçons, tous enfants délaissés de l'après-guerre.
Lorsque Marie Curie évoque la création d'un Institut du radium à Varsovie, c'est Bronia qui organise la fondation. Elle parvient à trouver des financements et prend la Présidence en 1921 de l'Association de l'Institut du radium dont Marie devient la directrice honoraire. Elle lance alors une souscription. C'est à la même époque que Marie commence à lui confier qu'elle souffre de problèmes physiques et qu'elle s'interroge sur le rôle du radium dans ceux-ci. Bronia obtient deux millions de zlotys pour l'Institut. Le nom des grands donateurs sera gravé sur des plaques de cuivre qui orneront l'entrée de l'Institut. Sa construction est officiellement célébrée le 7 juin 1925 par Stanisław Wojciechowski.
Le 6 septembre 1930, Kazimierz Dłuski meurt. Marie Curie vient rejoindre Bronia à Otwock et demeure avec elle durant un mois. Bronia s'installe définitivement à l'Institut. Elle y supervise tous les travaux jusqu'en 1932. Il est officiellement inauguré le 29 mai 1932 par Ignacy Mościcki, en présence de Bronia, de Marie, d'autres membres de la famille, et de Claudius Regaud. La direction est confiée au pianiste Franciszek Łukasiewicz.
Bronia et Marie passent des vacances à Luz dans les Hautes-Pyrénées au printemps 1933 puis à Cavalaire où Marie est propriétaire d'une maison en mars 1934. Pendant ce séjour, Bronia doit soigner Marie atteinte d'une grippe. Dès l'été 1934, Marie part en Haute-Savoie au sanatorium de Sancellemoz. On suspecte alors une lésion tuberculeuse. Elle y meurt peu après le 4 juillet 1934. Bronia est présente à son enterrement.
Progressivement, elle décide de donner ses collections, notamment de peinture sur verre au musée des Tatras et le 1er octobre 1936, elle offre aux archives du musée le registre qu'elle a tenu pendant la guerre qui consigne les dépenses et les recettes du Comité d'aide à l'armée polonaise, section de l'approvisionnement des troupes. Elle travaille alors entièrement à l'Institut du radium et, en 1937, y fonde un département destiné à la mesure des corps radioactifs.
Après la mort de son frère Jozef (1937), sa nièce Hania, installée à l'Institut, se suicide (1938). Bronia la découvre dans le coma mais elle succombe quelques heures plus tard. Bronia Dłuska meurt à Varsovie le 15 avril 1939. Elle est inhumée au cimetière de Powązki. Une salle de l'Institut du radium, au rez-de-chaussée à gauche, a été nommée en son honneur.
Natacha Henry écrit en 2015 dans son ouvrage consacré à Marie Curie et à sa sœur : « Peut-être faudrait-il ériger pour Bronia, sans laquelle rien de tout cela ne serait arrivé, un mausolée, un temple, une bibliothèque, avec ces mots, en lettres d'or : Aux grandes sœurs, les patries reconnaissantes ».

## Distinctions
- Croix du Mérite, 1930[6]
- Commandeur de l'ordre Polonia Restituta, 1937[7]
- Croix et Médaille de l'Indépendance, 1939[8]